# Računalniški program
Računálniški prográm (ali samo prográm) je algoritem, zapisan v programskem jeziku, ki se ga lahko izvaja na računalniku. Preveden program je zaporedje ukazov v strojni kodi. Strojna koda je oblika zapisa, ki jo računalnik oziroma procesor razume in izvede.
Strojna koda programov je vedno specializirana za izvajanje na določeni arhitekturi, ki je skupek značilnosti strojne in programske opreme. Strojna koda, ki jo programi vsebujejo, izvaja ukaze preko operacijskega sistema, ki deluje kot vmesnik med strojno in programsko opremo. Program je del programske opreme.
Z uporabo različnih prevajalnikov se lahko program v enem od programskih jezikov prevede v strojno kodo, namenjeno različnim arhitekturam.
Izvršljive programske datoteke v okolju MS Windows imajo končnico .exe ali .dll, v DOS-u pa tudi .com.
Med najbolj znane vrste programov sodijo namenski programi, operacijski sistem, preizkusni programi, programski jeziki, priročni programi, dodatni programi in skupinski programi.